# M23-beweging

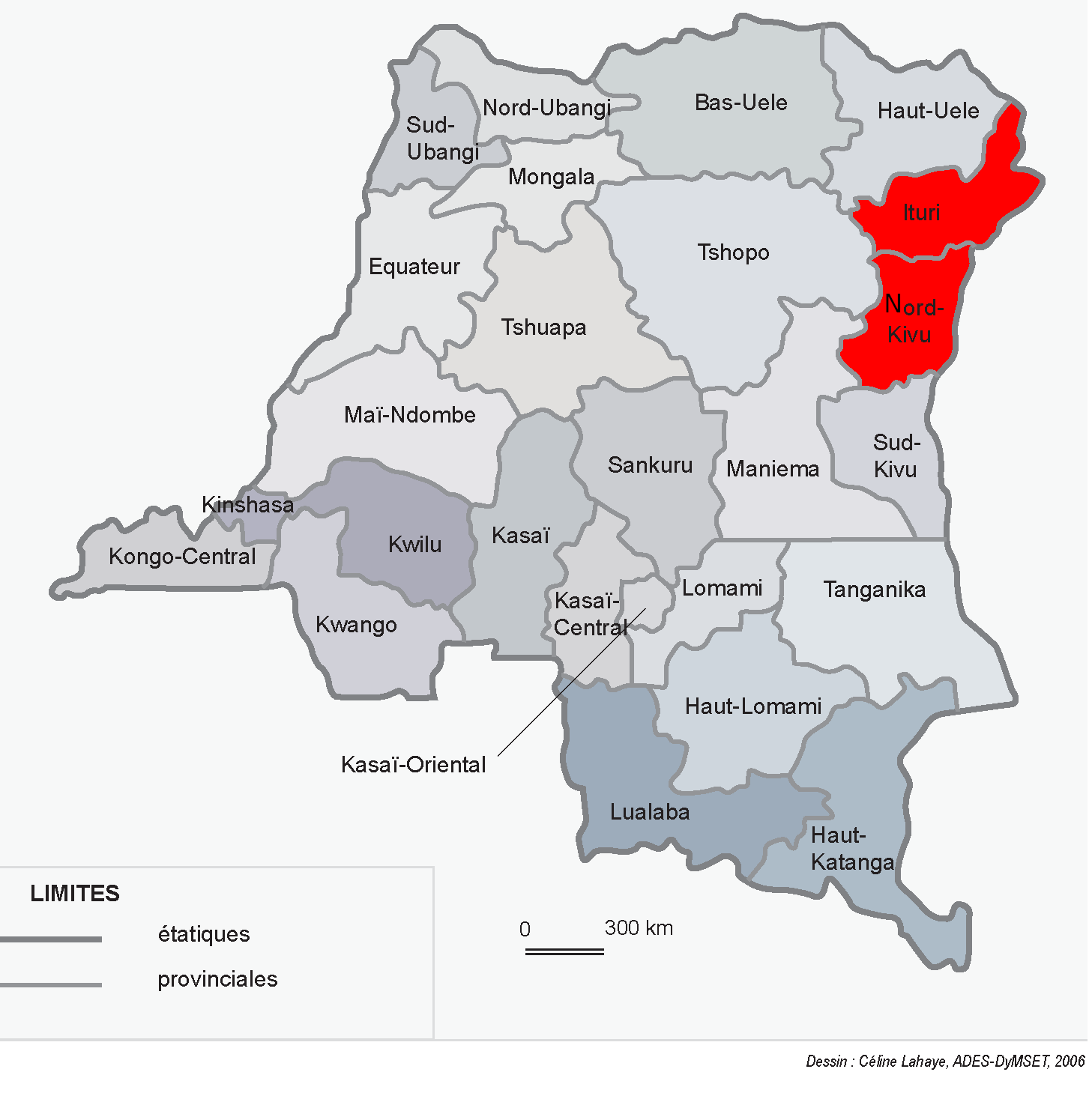
De M23-beweging is actief in de provincies Noord-Kivu en Ituri.

De Beweging van 23 maart (Frans: Mouvement du 23-Mars), doorgaans afgekort als M23, is een militaire rebellengroep die haar basis heeft in het oosten van de Democratische Republiek Congo (DRC), vooral in de provincie Noord-Kivu. De groep is verwikkeld in de conflicten in Oost-Congo, waardoor grote vluchtelingenstromen op gang gekomen zijn. 
Er zijn sterke vermoedens dat de beweging wordt gesteund door de autoritaire regimes in Rwanda en Oeganda. Een verslag van de Verenigde Naties uit 2012 beschuldigde de twee landen ervan M23 te steunen, maar beide landen hebben dit ontkend.

## Geschiedenis

### Context
Op 23 maart 2009 tekende de Congolese rebellengroep Congrès National pour la Défense du Peuple (CNDP) een vredesverdrag met de Congolese regering, waardoor ze een legale politieke partij werd, en de soldaten werden geïntegreerd in het Congolese leger. De stafchef van het CNDP, Bosco Ntaganda, werd generaal in dit leger, hoewel het Internationaal Strafhof in augustus 2006 een arrestatiebevel tegen hem had uitgevaardigd wegens oorlogsmisdaden, met name het gebruik van kindsoldaten. De latere rebellengroep is genoemd naar de datum van dit akkoord van 23 maart 2009. 

### Ontstaan
De M23-beweging ontstond op 4 april 2012 nadat 300 soldaten, bijna allen voormalige leden van het CNDP en hoofdzakelijk etnische Tutsi, begonnen te muiten omwille van de slechte leefomstandigheden en het slechte loon in het Congolese leger. Het aantal is nadien toegenomen. Generaal Bosco Ntaganda, ook bekend als "The Terminator", werd ervan beschuldigd de leider te zijn, en President Kabila heeft zijn aanhouding gelast op 11 april 2012. Eind maart 2012 waren er al geruchten dat de regering van Congo-Kinshasa hem aan het Internationaal Strafhof wilde uitleveren. Congo, de VN en Human Rights Watch beschuldigden Rwanda ervan deze muiterij te steunen. Begin april 2012 dreigde de Congolese regering de oud-strijders van het CNDP terug te trekken uit Noord-Kivu; hierdoor deserteerden er velen en ze sloten zich aan bij Ntaganda.

### Verder verloop
De rebellen vochten in Noord-Kivu tegen het regeringsleger in de regio's van Rutshuru en Masisi. Op 6 juni 2012 meldde een Congolese woordvoerder dat er 200 M23-soldaten waren omgekomen bij hun muiterij en dat meer dan 370 zich hadden overgegeven aan het Congolese leger, waaronder 25 Rwandezen. Binnen M23 braken weldra interne conflicten uit, en er waren berichten dat de muiters hun leider Ntaganda hadden afgezet en verjaagd, en dat de groep nu werd geleid door kolonel Sultani Makenga. Op 8 juli 2012 meldde Makenga dat een regeringsoffensief om de groep uit haar schuilplaatsen te lokken mislukt was, en dat ze verschillende steden bij provinciehoofdstad Goma veroverd had.
In november 2012 nam M23 Goma in, maar trok zich weer terug en begon vredesonderhandelingen met de regering.
Volgens een rapport van het Bureau voor de coördinatie van humanitaire zaken van de Verenigde Naties van januari 2013 zijn sinds het begin van de M23-opstand meer dan een half miljoen mensen op de vlucht, waaronder 150.000 mensen die op de vlucht zijn geslagen na de gevechten rond de stad Goma. Dit is meer dan de helft van het totaal aantal vluchtelingen in Noord-Kivu, dat wordt geschat op 914.000 mensen. Daarnaast zijn nog verschillende tienduizenden mensen gevlucht naar vluchtelingenkampen in Rwanda en Oeganda. Hoewel het aantal confrontaties tussen M23 en het Congolese staatsleger was afgenomen, bleef de provincie zeer onveilig door de grote aanwezigheid van wapens, sporadische gevechten en spanningen tussen gemeenschappen.

### Februari 2013: onenigheid
In februari 2013 ontstond er verdeeldheid binnen het leiderschap van de beweging tussen Bosco Ntaganda, een van de stichters, en Jean-Marie Runiga, de politieke leider, enerzijds en Sultani Makenga, de militaire leider, anderzijds. Het kwam in Noord-Kivu tot confrontaties tussen de beide facties. Makenga ontsloeg Runiga, die de vertegenwoordiger van de groepering was bij de vredesonderhandelingen met de Congolese overheid in de Oegandese hoofdstad Kampala. Na meer gevechten in de maand maart gaf Ntaganda's factie zich over. Ntaganda, Runiga en enkele bevelhebbers vluchtten daarop naar Rwanda, samen met zo'n 700 rebellen.
De verblijfplaats van Ntaganda was geruime tijd onduidelijk, maar op 18 maart 2013 meldde hij zich bij de ambassade van de Verenigde Staten in de Rwandese hoofdstad Kigali en deed zelf het verzoek overgedragen te worden aan het Internationaal Strafhof om berecht te worden voor oorlogsmisdaden en misdaden tegen de menselijkheid. Met medewerking van de regering van Rwanda werd hij naar Den Haag overgebracht, waar hij arriveerde in de nacht van 22 op 23 maart 2013. Ntaganda verscheen voor het eerst voor de rechtbank op 26 maart.

### November 2013: vredesbesprekingen
Begin november 2013 kondigde de beweging, die al veel terrein aan het regeringsleger had verloren, een wapenstilstand af. Deze moest vredesonderhandelingen met de regering van Congo mogelijk maken. De wapenstilstand werd echter een dag later alweer geschonden door een zwaar gewapende aanval van M23 op een dorp.
Vredesonderhandelingen in het buurland Oeganda tussen de twee partijen gingen wel door. Op 11 november liepen deze uit op een mislukking vanwege onenigheid over de bewoordingen van een vredesakkoord, en trok de regeringsdelegatie zich terug.

### Oplaaiing van het geweld (2022-2025)
Begin 2022, mogelijk al eind 2021, laaide het geweld weer op. De Afrikaanse Unie riep op tot overleg tussen Congo en Rwanda, en in de Verenigde Naties werd de Veiligheidsraad opgeroepen zich uit te spreken tegen het geweld. Op 29 november 2022 richtten milities een bloedbad aan in het plaatsje Kisheshe, met tientallen, en mogelijk 200, slachtoffers. Vermoedelijk gaat het om M23-rebellen, volgens de VN gesteund door Rwanda.
In januari 2024 vond een opmars plaats van M23 in Noord-Kivu. Vroeg op 27 januari 2025 kondigde M23 op X aan dat ze Goma hadden ingenomen, hoewel er nog steeds meldingen waren van gevechten in de hele stad. Burgers deelden video's waarop te zien was hoe M23-rebellen patrouilleren in de belangrijkste straten van Goma. De rebellen stelden een ultimatum, eisten de overgave van de FARDC-troepen en legden een deadline van 48 uur op. Sommige Congolese soldaten gaven hun wapens op voordat de deadline verstreken was. Belangrijke toegangswegen rond Goma werden gebarricadeerd, waardoor de internationale luchthaven van Goma onbruikbaar werd voor evacuatie en humanitaire hulpverlening. Ondanks de gedeeltelijke aanwezigheid van Congolese militairen in de stad, viel een aanzienlijk deel van Goma onder de heerschappij van M23.
Ook het Oegandese leger (UPDF) is betrokken bij de gevechten. In een persbericht zei het eind januari 2025 "een vooruitgeschoven defensieve positie in te zullen nemen (...) tot de crisis voorbij is, om de vele andere gewapende groepen in het gebied af te schrikken en te voorkomen dat ze de situatie zouden uitbuiten, en om de belangen van Oeganda te beschermen en veilig te stellen". Specifiek noemde het de jihadistische militie Allied Democratic Forces (ADF), oorspronkelijk Oegandese rebellen.
Half februari 2025 bevestigde president Félix Tshisekedi dat nu ook de stad Bukavu in handen was gevallen van de M23-rebellen.

### Vredesoverleg (2025)
De Congolese regering en de rebellengroep zegden op 24 april 2025 tot een overeenkomst te zijn gekomen om de gevechten in het oosten van het land te staken. De aankondiging volgde op gesprekken waarbij werd bemiddeld door Qatar. Op 19 juli 2025 ondertekenden beide partijen in Doha, Qatar, een permanent staakt-het-vuren.

## Kritiek en sancties
- Volgens Amnesty International heeft de M23-beweging zich schuldig gemaakt aan meerdere misbruiken van mensenrechten, zoals moord, gedwongen rekrutering van kindsoldaten, gedwongen kinderarbeid en verkrachting.[21][3]
- De Amerikaanse president Barack Obama vroeg in een telefonisch gesprek in december 2012 aan de Rwandese president Paul Kagame om de steun aan de rebellenbeweging te beëindigen.[22]
- De Veiligheidsraad van de Verenigde Naties heeft zich meerdere malen negatief uitgelaten over alle externe steun aan de M23-beweging. Ondanks een VN-rapport waarin de regimes in Rwanda en Oeganda genoemd worden als steunverleners, heeft de Veiligheidsraad deze regimes nooit openlijk hiervan beschuldigd of hiervoor bekritiseerd.[1]

In de laatste uren van 2012, voordat Rwanda op 1 januari 2013 voor twee jaar tot de Veiligheidsraad zou toetreden als niet-permanent lid, namen de Verenigde Naties de beslissing om sancties op te leggen aan M23 en de Democratische Strijdkrachten voor de Bevrijding van Rwanda (FDLR). Daarnaast werden ook twee personen op de zwarte lijst gezet, namelijk Jean-Marie Runiga Lugerero, de civiele leider van de beweging, en Eric Badege, een bevelhebber verdacht van geweldplegingen tegen kinderen en vrouwen. Het was de eerste maal dat de volledige M23-beweging sancties opgelegd kreeg. Eerder was dat enkel al gebeurd met drie militaire bevelhebbers.
Toenmalig VN-ambassadrice Susan Rice verklaarde dat de sancties belangrijk zijn voor het bereiken van duurzame vrede in Oost-Congo.